# 矢野了平
矢野 了平（やの りょうへい、1977年6月19日 - ）は、放送作家、クイズ作家。CAMEYO所属。埼玉県さいたま市出身。

## 来歴・人物
埼玉県立春日部高等学校を卒業。落語家の春風亭一之輔、三遊亭楽生は高校の同級生である。東洋大学卒業。大学3年生の時に調理師免許を取得している。
1990年、13歳の時に「ライオンのいただきますII」クイズいただきますに生出演。高校時代よりクイズの才能を発揮し、『高校生オープン』というクイズ大会では優勝経験も持っている。東洋大学時代、クイズサークル「スクイーズ」に所属していたことからも雑学・クイズに強く、「クイズ王・矢野」とも言われる。大学在学中に「高校生クイズ」（全国高等学校クイズ選手権）の問題を作るバイトを紹介してもらい、その際に知り合った「高校生クイズ」のプロデューサーに「作家になれ」と言われたことがきっかけとなり、現在の所属先であるCAMEYOに就職して構成作家となる。なお、『トリビアの泉 〜素晴らしきムダ知識〜』（フジテレビ）が構成作家としての初のレギュラー番組である。

## 現在の主な参加番組
テレビ
- 全国高等学校クイズ選手権（日本テレビ）[9]
- オールスター感謝祭（2012年 - 、TBS）[10]
- くりぃむクイズ ミラクル9（テレビ朝日）[9]
- 水曜日のダウンタウン（TBS）[6]
- 林先生が驚く初耳学!（MBSテレビ制作･TBS系）[11][注 1]
- 今夜はナゾトレ（フジテレビ）[12]
- 潜在能力テスト（フジテレビ）[9]
- 超逆境クイズバトル!! 99人の壁（フジテレビ）[6]
- 佐藤健&千鳥ノブよ!この謎を解いてみろ!（TBS）[12]
- 出川哲朗のクイズほぉ〜スクール（NHK Eテレ）[13]
- パネルクイズ アタック25 Next（BS Japanext、ABCテレビ共同制作　2023年3月分まで）[14]
- 新天才クイズ（CBCテレビ　2023年夏-）

ラジオ
- 田村ゆかりの乙女心症候群（2017年 - 、文化放送）[15]
- パンサー向井の＃ふらっと（2022年 - 、TBSラジオ）[12]

## 過去の参加番組（一部）
テレビ
- 未来創造堂（日本テレビ）
- 週末のシンデレラ 世界!弾丸トラベラー（日本テレビ）
- ドリーム・プレス社（2006年 - 2009年、TBS）
- ザ・ドリームプレッシャー（2004年 - 2005年、TBS）
- 全員正解あたりまえ!クイズ（2005年、TBS）
- 5分で解けるトリックストーリー（2004年、TBS）
- THE CHAIR（2005年、TBS）
- キズナ食堂（2009年 - 2010年、TBS）
- クイズ☆タレント名鑑（2009、TBS）
- バラエティニュース キミハ・ブレイク「ナインティナインの超体感クイズ・CARS -カーズ-」（2009年8月11日、TBS）
- 頭脳の祭典!クイズ最強王者決定戦!!〜ワールド・クイズ・クラシック〜（2011年、TBS）
- Coming Soon!!（TBS）
- THEクイズ神（TBS）
- トリビアの泉 〜素晴らしきムダ知識〜（フジテレビ）
- タモリのジャポニカロゴス（2005年 - 2008年、フジテレビ）
- クイズ・ポーカーフェイス（2003年、フジテレビ）
- 第45回 新春かくし芸大会2008（2008年、フジテレビ）
- Matthew's Best Hit TV（テレビ朝日）
- シルシルミシル（テレビ朝日）
- シルシルミシルさんデー（テレビ朝日）
- 中居正広のミになる図書館（テレビ朝日）
- クイズ ビンゴ★ライン（2011年、テレビ朝日）
- レディス4（ - 2012年、テレビ東京）
- さまぁ〜ZOO（テレビ東京）
- クイズ☆スター名鑑（2016年 - 2017年、TBS）
- L4 YOU!（テレビ東京）
- 最上級のひらめきニンゲンを目指せ!クイズ!金の正解!銀の正解!（2017年、フジテレビ）
- 青春高校3年C組（テレビ東京）
- キミスタ（テレビ東京）
- バイキング（フジテレビ）- 金曜日担当。
- 関口宏の東京フレンドパーク ドラマ大集合SP!!（TBS）
- クイズ☆正解は一年後（TBS）

ラジオ
- 田村ゆかりの黒うさぎの小部屋（2003年 - 2007年、db-FM）
- ときめきメモリアルONLINE♪放送部（2006年 - 2007年、i-revo）
- 仁美と有佳のどらごんデンタルクリニック（2004年 - 2006年、文化放送）
- 白石涼子★R-24hr（2005年 - 2008年、スタチャインターネットラジオ）
- こいぬのじかん（2006年 - 2007年、スタチャインターネットラジオ）
- うらすたちゃ!（2007年、Oh!sama TV）
- こやまきみこの、みにょんぬたいむ（2005年 - 2008年、TARGET RADIO）
- キュ〜ルのキンダーガーテンへようこそ（2006年 - 2007年、TARGET RADIO）
- 平野綾★ミッドナイトレディオ（2009年 - 2010年、文化放送）
- マット安川のmusic.（2010年 - 、ラジオ日本）
- 田村ゆかりのいたずら黒うさぎ（2003年 - 2016年、文化放送）
- 喫茶 黒うさぎ〜秘密の小部屋〜（2007年 - 2016年、Oh!sama TV）
- 南青山商品研究所（2006年 - 2018年、ニコニコ生放送）

## その他
- 絶対絶命クイズアドベンチャー第1弾「魔の魔の図書館迷宮からの脱出」（2024年1月20日 - 2月29日、西新宿ドラマチックルーム[16][17]） - 企画[17]。

## 著書

### 共著
- 常春、無策師、矢野了平『美しいナゾトキ』小学館集英社プロダクション、2021年9月16日。ISBN 978-4-7968-7857-9。
- 常春、無策師、矢野了平『クソナゾ』小学館集英社プロダクション、2022年11月25日。ISBN 978-4-7968-7350-5。

### 監修
- 謎解きバラエティ体感BOOK ときまくりクイズSHOW!（宝島社、2020年11月10日、ISBN 978-4-2990-1015-5）

### 漫画原作
- クイズの神様〜QUIZROAD〜（原作：日髙大介、作画：一丸、『ビッグコミックオリジナル増刊号』2022年11月号[18] - ） - 日高とともに原作担当[18]